# Велики празници
Велики празници се по Типику деле на три трупе: Господњи, Богородичини и Празници великих Светих. Господњи и Богородичини се обједињују заједничким називом „Дванаест празника“, због тога што их укупно има дванаест, девет непокретних и три покретна:

## Непокретни празници
1. Крштење Господње (Богојављење) — 6. јануар,
2. Сретење Господње — 2. фебруар,
3. Благовести Пресветој Богородици — 25. март,
4. Преображење Господње — 6. август,
5. Успење Пресвете Богородице (Велика Госпојина) — 15. август.
6. Рођење Пресвете Богородице (Мала Госпојина) — 8. септембар,
7. Воздвижење часног Крста Господњег (Крстовдан) — 14. септембар,
8. Ваведење Пресвете Богородице у храм — 21. новембар,
9. Рождество Христово (Божић) — 25. децембар.[2]

## Покретни празници
1. Улазак Господњи у Јерусалим (Цвети), који се празнује у недељу пре Васкрса,
2. Вазнесење Господње — четрдесети дан после Васкрса и
3. Педесетница или Силазак Духа светога (Духови, Тројице), педесети дан после Васкрса.

Дванаест празника можемо по садржају подијелити на 7 Господњих и 4 Богородичина. Сретење Господње је истовремено и Господњи и Богородичин.

## Празници великих Светих
Међу велике празнике са бденијем спадају још и празници у част светих. То су:
1. Рођење Светог Јована Крститеља — 24. јун,
2. Свети првоврховни апостоли Петар и Павле — 29. јун.
3. Усековање главе Светог Јована Крститеља — 29. август,

Обрезање Господње и спомен Светог Василија Великога који се славе истог дана, 1. јануар, припадају исто по богослужењу великим празницима.

## Напомена
Сви датуми су дати по Јулијанском календару.